# La porta della paura
La porta della paura (Return of the Family Man) è un film del 1989 diretto da John Murlowski.

## Trama
Un gruppo di turisti provenienti da diversi angoli del mondo sta progettando di soggiornare in una casa abbandonata, che dieci anni fa fu il luogo in cui un folle serial killer ha massacrato tutta la sua famiglia. Sfortunatamente per loro, l'omicida evade dal manicomio e fa ritorno in quella casa.

## Distribuzione
Uscì in lingua originale nel maggio del 1989 e stato distribuito in VHS dalla rae don Home Video dello stesso anno in versione Unrated, mentre in Italia è stato distribuito in VHS dalla RCA e Columbia Video, in DVD in entrambe le lingue sono inediti.

## Altro
- Regno Unito : 1 marzo 1989 (video premiere)
- Germania dell'Ovest : gennaio 1990 (video premiere)
- USA : 1 luglio 1990 (video premiere)
- Return of the Family Man (Titolo originale)
- Spagna : La puerta del miedo
- Ungheria : Az ember aki öl aka Az ember, aki öl
- Italia : La porta della paura
- Messico : Fiesta macabra
- Polonia : Powrót Domatora